# والترز (اکلاهما)
والترز(به انگلیسی: Walters) شهری در ایالت اکلاهما کشور ایالات متحده آمریکا است که جمعیت آن در سرشماری سال ۲۰۱۰ میلادی، ۲٬۵۵۱ نفر بوده‌است.